# Jerome Biffle
Jerome Cousins Biffle (Denver, 20 marzo 1928 – Denver, 4 settembre 2002) è stato un lunghista statunitense.

## Biografia
Ai Giochi della XV Olimpiade vinse l'oro nel salto in lungo ottenendo un risultato migliore dello statunitense Meredith Gourdine (medaglia d'argento) e dell'ungherese Ödön Földessy.

## Palmarès
| Anno | Manifestazione  | Sede     | Evento         | Risultato | Prestazione | Note |
| ---- | --------------- | -------- | -------------- | --------- | ----------- | ---- |
| 1952 | Giochi olimpici | Helsinki | Salto in lungo | Oro       | 7,57 m      |      |